# برايان هودسون
برايان هودسون (بالإنجليزية: Brian Hodgson)‏ هو ملحن بريطاني، ولد في 1938 في ليفربول في المملكة المتحدة.

## وصلات خارجية
- برايان هودسون على موقع IMDb (الإنجليزية)
- برايان هودسون على موقع ميوزك برينز (الإنجليزية)
- برايان هودسون على موقع ديسكوغز (الإنجليزية)
- برايان هودسون على موقع قاعدة بيانات الفيلم (الإنجليزية)